# Kimberly Williams-Paisley
Kimberly Payne Williams-Paisley (Rye, Nova Iorque, 14 de setembro de 1971) é uma atriz norte americana que começou sua vida artística com o filme O Pai da Noiva. É mais conhecida por interpretar a personagem Dana na série televisiva According to Jim e por ser casada com o cantor Brad Paisley, aparecendo em diversos de seus clipes.

## Filmografia
- 1990 : Stood Up! (TV): Vanessa
- 1991 : O Pai da Noiva (Father of the Bride): Annie Banks
- 1993 : Samuel Beckett Is Coming Soon: Kim
- 1993 : Indian Summer: Gwen Daugherty
- 1995 : Coldblooded: Jasmine
- 1995 : O Pai da Noiva 2: Annie Banks-MacKenzie
- 1996 : Les Femmes de Jake - "Jake's Women" (TV): Molly
- 1996 : The War at Home: Karen Collier
- 1996 : Relativity (série TV): Isabel Lukens
- 1998 : Lieu sûr (Safe House): Andi Travers
- 1999 : Sexe, strip-tease et tequila (Just a Little Harmless Sex): Alison
- 1999 : Elephant Juice: Dodie
- 1999 : Simpatico: Young Rosie
- 2000 : Le 10e Royaume - "The 10th Kingdom" (minissérie TV): Virginia Lewis
- 2001 : Ten Tiny Love Stories
- 2001 : La Bonne Étoile - "Follow the Stars Home" (TV): Dianne Parker-McCune
- 2002 : Les Souliers de Noël - "The Christmas Shoes" (TV): Maggie Andrews
- 2003 : Lucky 7 (TV): Amy Myer
- 2004 : Identity Theft: The Michelle Brown Story (TV): Michelle Brown
- 2006 : Shade: Laura Parker
- 2006 : How to Go Out on a Date in Queens
- 2006 : We are Marshall
- 2006 : How to Eat Fried Worms
- 2010 : Amish Grace: Ida Graber
- 2015 : Alvin and the Chipmunks: The Road Chip